# Robert Tobin
Robert Tobin (ur. 20 grudnia 1983 w Lincoln) – angielski lekkoatleta, sprinter.

## Osiągnięcia
- 2 medale młodzieżowych mistrzostw Europy (Erfurt 2005, bieg na 400 metrów – złoto & sztafeta 4 × 400 metrów – srebro)
- srebrny medal na Mistrzostwach Europy w Lekkoatletyce (sztafeta 4 × 400 m, Göteborg 2006)
- brązowy medal halowych mistrzostw Europy (bieg na 400 m, Birmingham 2007)
- złoty medal halowych mistrzostw Europy (sztafeta 4 × 400 m, Birmingham 2007)
- brązowy medal na igrzyskach olimpijskich (sztafeta 4 × 400 m, Pekin 2008) – po dyskwalifikacji Rosjan[1]
- 1. miejsce podczas Superligi drużynowych mistrzostw Europy (sztafeta 4 × 400 m, Leiria 2009)
- srebro mistrzostw świata (sztafeta 4 × 400 m, Berlin 2009)
- brąz igrzysk Wspólnoty Narodów (sztafeta 4 × 400 m, Nowe Delhi 2010)

## Rekordy życiowe
- bieg na 400 metrów – 45,01 (2005)
- bieg na 300 metrów (hala) – 32,76 (2006) rekord Wielkiej Brytanii
- bieg na 400 metrów (hala) – 45,90 (2006)